# Canon EOS 450D
La Canon EOS 450D (chiamata EOS Rebel XSi in Nord America ed EOS Kiss X2 in Giappone) è una fotocamera reflex digitale (DSLR) mid-range presentata come sostituta della EOS 400D.

## Caratteristiche
- Sensore CMOS formato APS-C da 12.2 megapixel
- Display LCD TFT a colori da 3 pollici con modalità LiveView
- 9 punti di autofocus con sensori centrali a croce
- Processore DIGIC III
- Fino a 3,5 fps fino a 53 immagini in formato JPEG o 6 in RAW.
- Sistema di pulizia del sensore integrato EOS
- Memorizzazione scatti su scheda Secure Digital